# Церемония закрытия летних Олимпийских игр 1980
Церемония закрытия Летних Олимпийских игр 1980 года прошла 3 августа в 19:00 на Центральном стадионе имени Ленина.

## Описание
На церемонии присутствовал Председатель Президиума Верховного Совета СССР Леонид Брежнев. Спортсмены всех стран единой колонной прошли по дорожке стадиона. Были подняты флаги Греции — колыбели Олимпиад, Советского Союза, только что принявшего Игры, и Лос-Анджелеса, где должна была пройти следующая летняя Олимпиада. Президент Международного Олимпийского комитета лорд Килланин закрыл Игры в последний раз в своей карьере — накануне Олимпиады был избран новый президент МОК Хуан Антонио Самаранч. Олимпийский флаг был спущен. Далее состоялась большая красочная художественная часть церемонии.
В завершение церемонии под песню Александры Пахмутовой на стихи Николая Добронравова «До свидания, Москва» в исполнении Льва Лещенко, Татьяны Анциферовой и ВИА «Пламя» (также на церемонии была использована версия песни в исполнении только «Пламени») на середину стадиона выплыл на воздушных шарах Олимпийский Мишка, который помахал на прощание и улетел в ночное небо.

## Память

### В филателии

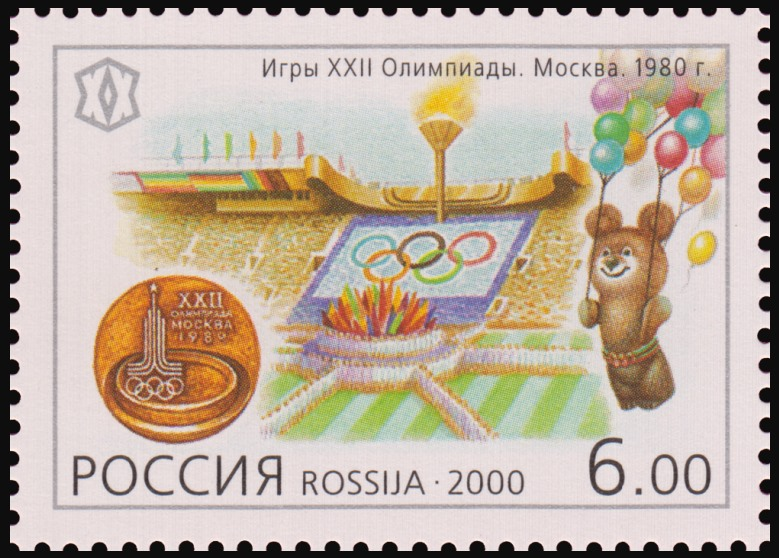
Марка России. 2000 год.

В 2000 году в России была выпущена почтовая марка с изображением церемонии закрытия Игр.

### В кинематографе
Кадры церемонии закрытия Олимпиады присутствуют в фильме киностудии «Мосфильм» 1981 года «О спорт, ты — мир!» режиссёров Юрия Озерова, Бориса Рычкова (документальные съёмки) и Фёдора Хитрука (мультипликация).

### На Зимней Олимпиаде в Сочи
На церемонии закрытия зимних Олимпийских игр 2014 года в Сочи был показан отрывок церемонии закрытия Летних Олимпийских игр 1980 года с полётом Олимпийского Мишки, после чего один из талисманов Олимпиады Белый Мишка задул олимпийский факел Игр 2014 года и пролил слезу (отсылка к слезе Мишки во время церемонии закрытия Игр 1980 года).